# クリスチャン・リアリーファノ
クリスチャン・リアリーファノ（Christian Lealiifano、1987年9月24日 - ）は、メジャーリーグラグビー RFCLAに所属するラグビーユニオン選手。

## プロフィール
- ニュージーランド・オークランド出身。
- ポジションはスタンドオフ(SO)。
- 身長 182cm、体重 95kg
- オーストラリア代表通算キャップ数は26でワールドカップ2019のオーストラリア代表に選ばれた[2]。
- サモア代表キャップは4（2023年8月現在）でワールドカップ2023のサモア代表に選ばれた[3]。

## 略歴
ピーターレイラーヴォケイショナ、ブランビーズを経て、2013年にはオーストラリア代表としてテストマッチに出場。
2016年、サントリーサンゴリアス(現・東京サントリーサンゴリアス)に加入。しかし同年8月、白血病と診断されて翌年にはサントリーサンゴリアスを退団した。
その後病を克服してアルスターを経て、2018年、豊田自動織機シャトルズ(現・豊田自動織機シャトルズ愛知)に加入。同年9月1日に行われたジャパンラグビートップリーグ第1節のNECグリーンロケッツ戦にて先発出場で日本での公式戦初出場を果たす。
2019年、オーストラリア代表としてワールドカップ2019に出場。
2019年、NTTコミュニケーションズシャイニングアークス(現・NTTコミュニケーションズ シャイニングアークス東京ベイ浦安)に加入。
2021年、モアナ・パシフィカに加入。
2023年、サモア代表としてワールドカップ2023に出場。2022年ワールドラグビー規約改正（生得権の枠組みの変更）の適用による。